# Transaminació

Reacció d'aminotransferència entre un aminoàcid i un alfa-cetoàcid.

Com transaminació o aminotransferència hi ha dues reaccions químiques. La primera és la reacció entre un aminoàcid i un alfa-ceto àcid. Els grups amino es transfereixen del primer al segon això fa que l'aminoàcid passi a convertir-se en el corresponent cetoàcid. En bioquímica la transaminació es fa amb enzims anomenats transaminases o aminotransferases. Aquest procés és un important pas en la síntesi d'alguns aminoàcids no essencials que no es subministren en la dieta. La quiralitat d'un aminoàcid es determina durant la transaminació. Aquesta reacció utilitza el coenzim PLP, i s'ha demostrat que és una reacció perfecta quinèticament. El producte de les reaccions de transaminació depèn de la disponibilitat de les molècules d'alfa-cetoàcid. Els productes o bé són alanina, aspartat o glutamat. La lisina i la treonina són els dos únics aminoàcids que no sempre experimenten la transaminació. El segon tipus de reacció de transaminació es pot descriure com substitució nucleofílica d'un anió amino a amida a una sal d'amina o d'amoni. Per exemple, l'atac d'una amina primària per l'anió d'una amida primària pot ser emprat per fabricar amines secundàries:
RNH₂ + R'NH− → RR'NH + NH₂−
Es poden preparar amines secundàries fent servir Raney nickel (2RNH₂ → R₂NH + NH₃). I finalment les sals d'amoni quaternari poden ser desalquilades usant etanolamina:
R₄N+ + NH₂CH₂CH₂OH → R₃N + RN+H₂CH₂CH₂OH

## Tipus d'aminotransferases
La transaminació està mediada per diversos enzims d'aminotransferasa diferents. Aquests poden ser específics per a aminoàcids individuals, o poden ser capaços de processar un grup de similars químicament. Aquest últim s'aplica al grup dels aminoàcids de cadena ramificada, que comprèn leucina, isoleucina i valina. Els dos tipus comuns d'aminotransferases són Alanina aminotransferasa (ALT) i Aspartat aminotransferasa (AST).